# Серньяно
Серньяно (італ. Sergnano) — муніципалітет в Італії, у регіоні Ломбардія,  провінція Кремона.
Серньяно розташоване на відстані близько 460 км на північний захід від Рима, 40 км на схід від Мілана, 45 км на північний захід від Кремони.
Населення — 3648 осіб (2014).
Щорічний фестиваль відбувається 11 листопада. Покровитель — святий Мартин.

## Демографія
Населення за роками:

Станом на 1 січня 2023 року в муніципалітеті офіційно проживали 352 іноземці з 33 країн, серед них 137 громадян країн Євросоюзу та 20 громадян України.

## Сусідні муніципалітети
- Кампаньола-Кремаска
- Капральба
- Караваджо
- Казале-Кремаско-Відоласко
- Кастель-Габб'яно
- Моццаніка
- П'яненго
- Риченго